# Enghavevej
Enghavevej er en gade på Vesterbro og i Sydhavnen i København. Gaden strækker sig fra Vesterbrogade til Borgbjergsvej, og forbinder således de to bydele. Langs med gaden ligger blandt andet Enghave Plads, spillestedet Vega og Vesterbro Brandstation. Desuden ligger den tidligere Enghave Remise og Hovedværkstedet for Københavns Sporveje, der nu benyttes af forskellige kommunale afdelinger, langs med Enghavevej.

## Historie
Gadens navn kendes fra 1683 og stammer fra det historiske område Kongens Enghave, hvor man dyrkede foder til kongens heste. Fra starten af 1600-tallet gik vejen helt til Valby (Gammel Køge Landevej), men i 1933 forkortede man Enghavevej, således at denne del af vejen fik nye navne, som Ellebjergvej, Stubmøllevej, Wagnersvej og Glucksvej. I 1949 tog man endnu en bid af vejen, idet stykket fra Vasbygade til Mozarts Plads fik navnet Borgbjergsvej.
I 1795 blev Kongens Enghave udstykket i 22 parceller. I begyndelse af 1800-tallet anlagdes gårdene Frederiksholm, Larsens Minde, Lises Minde, Frederikslund og Wilhelms Minde langsmed Enghavevej. I 1871 købte brødrene Køhler Frederiksholm, hvor de anlagde Frederiksholm Teglværk. Teglværket fremstillede mange af de mursten, der blev benyttet ved udbygningen af Vesterbro. Teglværket lukkede i 1918. Imens blev området udbygget af Arbejdernes Kooperative Byggeselskab (AKB), der var gået i gang med at opføre en række boligkarréer umiddelbart efter dets dannelse i 1913.

## Bygninger
Den tidligere Enghavevej Skole blev opført i 1894-95 efter tegninger af Ludvig Fenger.
I nr 21 på 1. sal boede børnemordersken Dagmar Overby. I 1921 stod hun tiltalt for drab på ni børn, og under forhørene tilstod hun 16 drab, skønt der sandsynligvis var tale om mindst 25. Politiet kunne dog kun bevise de ni. Overby blev fundet skyldig og dømt til døden, omgjort til livsvarigt fængsel uden mulighed for løsladelse. Sagen mod hende førte i 1923 til loven om tilsyn af plejebørn, hvorerter alle børn født udenfor ægteskab fik et tilsyn. Samfundet blev også opmærksom på behovet for folkeregistrering og for offentlige mødrehjem.
I nr. 40 ligger Vega, der er et af landets største spillesteder. Bygningen blev oprindeligt opført som mødestedet Folket Hus for arbejderbevægelsen i 1956. Den var tegnet af Vilhelm Lauritzen i et funktionalistisk design. Bygningen blev fredet i 1995, før det blev omdannet til spillested i 1996.
Københavns Sporvejes Enghave Remise var i brug fra 1901 til 1964. Den lå sammen med Hovedværkstedet, hvor der blev foretaget større vedligeholdelsesopgaver og ombygninger af sporvogne. I 1930'erne og 1940'erne byggede man også mange sporvogne selv. Bygningerne benyttes nu af forskellige kommunale afdelinger og institutioner, for eksempel Arbejdsmiljø København i nr. 82 I det gamle malerværksted i nr. 82D holder Copenhagen Skatepark og StreetMekka til med gadesport og -kultur så som streetbasket, parkour, dans, street art og DJ.
Vesterbro Brandstation blev opført efter tegninger af stadsarkitekt Poul Holsøe og indviet 1. november 1929. Udover at fungere som brandstation huser stedet også Brandmuseet, hvor der fortælles om Københavns Brandvæsens historie i over 300 år. Bavnehøj Skole ved siden af blev opført i 1928-1929 efter tegninger af Poul Holsøe og Tage Rue.
Etageejendommen i nr. 120 var den første, der blev opført af Arbejdernes Kooperative Byggeselskab, kort efter at det var dannet i 1913. Det blev opført i nationalromantisk stil efter tegninger af Christian Mandrup-Poulsen med loggiaer og mansardtag. Etageejendommen nr. 90-142 blev opført for Arbejdernes Andels Boligforening (AAB) i 1945-1946 efter tegninger af Knud Hansen. Enghaven I i nr. 172-184 blev opført i 1932-1933 efter tegninger af Arthur Wittmaack og Vilhelm Hvalsøe.
Enghavevej er et af de lavest beliggende områder i København, og vand fra Vesterbrogade og Frederiksberg Allé skyller ned på Enghavevej i oversvømmelse fra stærk regn. En stor pumpestation opføres ved Enghavevej for at sende overskydende vand til havnen.

## Offentlig kunst
I krydset med Bavnehøj Allé med front mod Enghavevej står en kopi af Thomas Vinçottes gruppeskulptur Hestebetvingeren (fransk: Le dompteur de chevaux) fra 1885.